# Konrad Weichberger
Konrad Weichberger (* 10. Februar 1877 in Weimar; † 15. Juli 1948 in Weimar) war ein deutscher Pädagoge und Autor.

## Biografie
Weichberger war der älteste Sohn von vier Kindern des Landschaftsmalers Eduard Weichberger (1843–1913) und von Elise Choinanus. Nach dem Abitur studierte er an der Universität Jena und in Paris und promovierte zum Dr. phil. Er schrieb in dieser Zeit Gedichte, die später Beachtung fanden.
1903 erhielt er in Bremen die Stelle eines Lehrers an der Oberrealschule an der Dechanatstraße. 1905 heiratete er und wurde Vater von sechs Kindern. 1908 erschien seine Sammlung von literarischen Texten über Bremen als Bremer Gastbett. Von 1910 bis 1912 war er Mitherausgeber der Bremer Literaturzeitschrift Die Güldenkammer. Er schrieb weiterhin an verschiedene Stellen Beiträge zu Bremen und seiner bürgerlichen Gesellschaft und übersetzte andere Werke. Seit 1917 spekulierte er im Bereich der Astronomie. Er strebte an, dass Bremen eine Kunststadt würde. Von 1928 bis 1929 gab er die Kulturzeitschrift Die Welle heraus. Ungewöhnlich waren auch seine Lehrmethoden. Er war dabei bestrebt, auf die Notlage der Arbeiterkinder hinzuweisen, notfalls, in dem er barfuß erschien und unterrichtete. 1930 wurde er vorzeitig in den Ruhestand entlassen. Bis 1934 lebte er bei Bremen in Ottersberg und unterhielt einen kleinen Verlag im Amtshof. Er siedelte dann nach Berlin und später in seine Heimatstadt Weimar um. Hier lebte er in recht bescheidenen Verhältnissen.
In Weimar war er nach dem Ende des NS-Staats Mitglied der kurzlebigen losen Künstlergruppe Ackerwand, der u. a. Christof Grüger, Martin Pohle, Harry Schmidt-Schaller und Eberhard Steneberg (1914–1996) angehörten.

## Werke
Ein großer Teil seiner Schriften wurde vom Verlag Der Stint in Bremen verlegt und 1990 neu herausgegeben.
- Das Bremer Gastbett Altes und Neues. Leuwer, Bremen 1908[2] sowie STINT-Literatur, Bremen 1990
- Wie konnten Urvölker ohne astronomische Werkzeuge Entfernungen am Himmel messen, und warum teilen wir den Kreis in 360 Grad?. Vlg. d. Treptow-Sternwarte, Berlin 1917
- Mein Hund und Mara Miroh. Lyrische Flugblätter. A. R. Meyer, Berlin 1920
- Die Welle. Ein Bremer Literatur- und Kunstmagazin. STINT-Literatur. Bremen 1990